# Beller (Grafschaft)
Beller ist ein Ortsteil der Gemeinde Grafschaft im rheinland-pfälzischen Landkreis Ahrweiler in Deutschland.

## Geschichte
Der Ort wird erstmals im Jahr 1240 als Belre überliefert. Beller gehörte zum Dingstuhl Ringen in der Grafschaft Neuenahr, die von 1545 bis Ende des 18. Jahrhunderts ein Amt innerhalb des Herzogtums Jülich bildete.
Nach den verheerenden Flutschäden im Ahrtal vom Juli 2021 wurde 2022 am Ortsrand ein Containerdorf als Behelfsunterkunft für das Are-Gymnasium Bad Neuenahr-Ahrweiler errichtet.

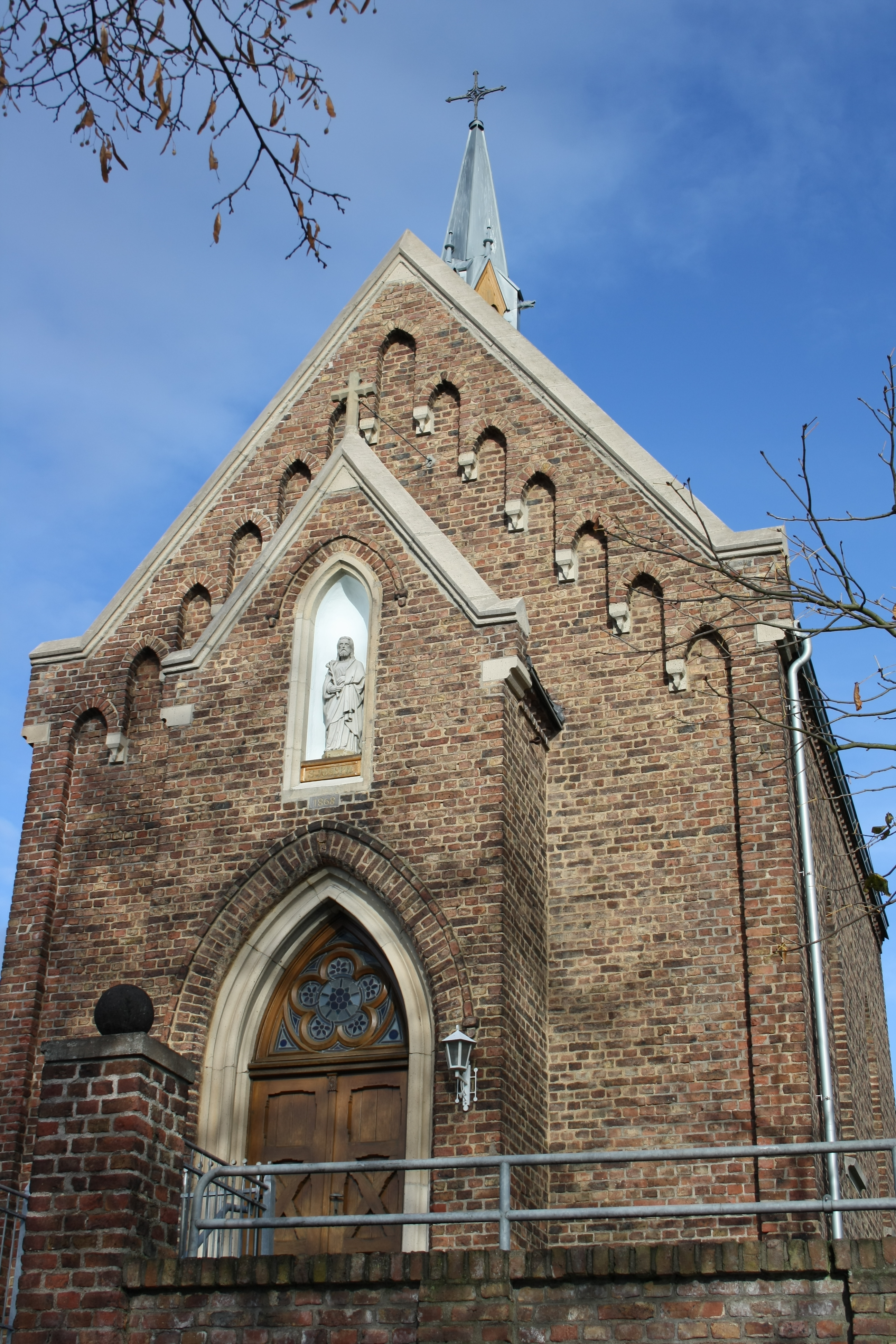
Kapelle St. Joseph in Beller

## Sehenswürdigkeiten
- Römisch-katholische Kapelle St. Joseph, erbaut 1869

## Kulturdenkmäler
Siehe: Liste der Kulturdenkmäler in Grafschaft